# Can Companyó
Can Companyó és una masia a més de cinc km al SE del nucli urbà de Caldes de Malavella (la Selva), formada per diversos cossos annexes i adossats.
La casa pairal, consta de planta baixa i dos pisos, i està coberta per una teulada a doble vessant desaiguada a les façanes laterals, amb un ràfec de tres fileres. La porta d'entrada, té una llinda monolítica en arc rebaixat i els brancals fets de carreus de pedra. A la llinda hi ha una inscripció i la data 1797. Al costat esquerre de la porta d'entrada, hi ha adossat un pou de pedra amb la politja de ferro forjat. L'aigua d'aquest pou semicircular es podia agafar directament des de dintre la casa mercès a l'obertura amb llinda monolítica i brancals de carreu de pedra que des de la façana s'obre al pou. Flanquejant el pou i la porta principal, hi ha dues finestres amb llinda monolítica, brancals de carreus de pedra i ampit també de pedra. Les dues finestres es troben protegides per una reixa de ferro forjat treballat amb motius decoratius (entrellaçats, vegetals, ...).
Als dos pisos hi ha tres balcons, amb llosana de pedra i barana de ferro forjat, als que s'hi accedeix a través de portes amb llinda monolítica i brancals de carreus de pedra. Els balcons del primer pis, tenen les obertures més allargades que els del segon pis, i les llosanes amb més volada i les cantonades arrodonides. Tota la façana està decorada amb un impressionant i excel·lent esgrafiat, que imita una mena d'encoixinat decorat amb uns motius romboïdals de contorns andulants. Fet també d'esgrafiat hi ha una sanefa ondulant que corona l'edifici juntament amb la cornisa. A la façana també hi ha un rellotge en esgrafiat, amb la inscripció "de sol ixent fins a ponent, dic l'hora bona a tota la gent". Destaca també la cadena cantonera de carreus de pedra.
Adossada a la casa pairal, hi ha la masoveria, de planta baixa i dos pisos, amb la teulada a doble vessant desaiguada als laterals, i amb totes les obertures amb llinda monolítica i brancals de carreus de pedra, i les finestres també amb ampit de pedra. Adossada també hi ha una capella petita, d'una nau rectangular, un petit absis semicircular, teulada a doble vessant i campanar d'espadanya. Adossat i entorn la masia, hi ha altres construccions de les quals cal destacar, la gran era que hi ha davant la pairal i el molí de vent amb la bassa (ara una piscina).